# Vela nos Jogos Pan-Americanos de 1991
As competições de vela nos Jogos Pan-Americanos de 1991 foram realizadas em Havana, Cuba. Esta foi a décima edição do esporte nos Jogos Pan-Americanos. 

## Eventos masculinos
| Evento           | Ouro                         | Prata                         | Bronze                        |
| ---------------- | ---------------------------- | ----------------------------- | ----------------------------- |
| Mistral detalhes | Ted Huang USA Estados Unidos | Carlos Espinola ARG Argentina | Murray McCaig CAN Canadá      |
| Finn detalhes    | Lawrence Lemieux CAN Canadá  | Cristoph Bergmann BRA Brasil  | Erick Mergenthaler MEX México |
| 470 detalhes     | CAN Canadá                   | BRA Brasil                    | USA Estados Unidos            |

## Eventos femininos
| Evento           | Ouro                            | Prata                       | Bronze                        |
| ---------------- | ------------------------------- | --------------------------- | ----------------------------- |
| Mistral detalhes | Lanee Butler USA Estados Unidos | Edithe Trepanier CAN Canadá | María Espínola ARG Argentina  |
| Laser detalhes   | Shona Moos CAN Canadá           | Mónica Schell BRA Brasil    | Karen Long USA Estados Unidos |
| 470 detalhes     | USA Estados Unidos              | MEX México                  | BRA Brasil                    |

## Eventos abertos
| Evento             | Ouro                                   | Prata      | Bronze                                         |
| ------------------ | -------------------------------------- | ---------- | ---------------------------------------------- |
| Snipe detalhes     | CUB Cuba                               | BRA Brasil | Peter Commette Tarasa Davis USA Estados Unidos |
| Lightning detalhes | Sean Michael Fidler USA Estados Unidos | CHI Chile  | BRA Brasil                                     |

## Quadro de medalhas
| Ordem | País               | Medalha de ouro | Medalha de prata | Medalha de bronze |    |
| ----- | ------------------ | --------------- | ---------------- | ----------------- | -- |
| 1     | USA Estados Unidos | 4               |                  | 3                 | 7  |
| 2     | CAN Canadá         | 3               | 1                | 1                 | 5  |
| 3     | CUB Cuba           | 1               |                  |                   | 1  |
| 4     | BRA Brasil         |                 | 4                | 2                 | 6  |
| 5     | ARG Argentina      |                 | 1                | 1                 | 2  |
|       | MEX México         |                 | 1                | 1                 | 2  |
| 7     | CHI Chile          |                 | 1                |                   | 1  |
| TOTAL | TOTAL              | 8               | 8                | 8                 | 24 |

## Ligação externa
- Jogos Pan-Americanos de 1991